# Prada Cup
La Prada Cup è stata una competizione velica internazionale che ha il compito di individuare lo sfidante (challenger) alla successiva America's Cup.

## Storia
È stata disputata nel 2021 in sostituzione della Louis Vuitton Cup, a seguito della decisione di quest'ultima di non sponsorizzare le selezioni per il Challenger dell"America's Cup ed è stata patrocinata dall'omonima azienda italiana.

## Albo d'oro
| Anno | Vincitore                      | Luogo di regata           |
| ---- | ------------------------------ | ------------------------- |
| 2021 | Luna Rossa Challenge ( Italia) | Auckland ( Nuova Zelanda) |